# برند کراوس
برند کراوس (آلمانی: Bernd Krauss؛ زادهٔ ۸ مهٔ ۱۹۵۷) مربی فوتبال اهل آلمان است.
از باشگاه‌هایی که در آن بازی کرده‌است می‌توان به باشگاه فوتبال بروسیا دورتموند، باشگاه فوتبال راپید وین، بروسیا مونشن‌گلادباخ، و تیم ملی فوتبال اتریش اشاره کرد.